# Treball amb suport
El treball amb suport és una estratègia que consisteix a dotar de suports a persones amb discapacitats i altres grups desfavorits per garantir i mantenir una feina remunerada en el mercat lliure de treball (Unió Europea de Treball amb Suport (EUSE))  
En els seus inicis, a la dècada dels 80 de segle XX a EUA i Canadà, el treball amb suport era una metodologia aplicada fonamentalment per afavorir la contractació al mercat obert de treball de persones amb discapacitat intel·lectual. No obstant això, amb el pas dels anys, s'ha ampliat per donar respostes a les necessitats específiques de les persones amb especials dificultats d'incorporació al mercat de treball, així com a les seves aspiracions laborals. 
Les accions de treball amb suport seran dutes a terme per preparadors/es laborals, que hauran d'estar en possessió d'una titulació mínima de formació professional de grau mitjà o equivalent, i acreditar una experiència prèvia d'almenys un any en activitats d'integració laboral de persones amb discapacitat que els/les capaciti per a la realització de les funcions pròpies del seu lloc.

## Principis
El model europeu de treball amb suport es basa en tres elements clau:  
- Ocupació remunerada: les persones han de percebre un salari d'acord amb la feina realitzada.
- Mercat de treball obert: Les persones amb discapacitat han de percebre el mateix salari que la resta de personal que exerceixi aquestes funcions dins de l'empresa. A més, han de tenir les mateixes condicions que la resta d'empleats i empleades tant en el sector públic com privat.
- Suport continuat: el suport és individualitzat i es basa en les necessitats tant de la persona com de l'empresa. Aquest suport ha de mantenir-se al llarg de la vida laboral de la persona.

El treball amb suport se centra en el treball, no en preparar-se per a ell o complir els criteris de recursos humans abans d'entrar en el competitiu món laboral. La persona simplement ha de desitjar treballar. (Wehman & Kregel (1998)). La clau està en buscar un lloc de treball adequat per a cada persona.
Els principis que caracteritzen l'ocupació amb suport són:  
- Exclusió zero: qualsevol persona que vulgui treballar ha de comptar amb els suports necessaris per poder-ho fer en igualtat de condicions.
- Individualitat: cada persona és única, amb interessos, condicions, preferències i història personal que la fan única.
- Respecte: les activitats associades són sempre adequades a l'edat de la persona, promovent la seva dignitat i enriquint personalment i socialment com a persona de ple dret.
- Autodeterminació: acompanyar les persones a prendre les seves pròpies decisions sobre la seva manera de viure i participar en la societat. Estan involucrades en la planificació, avaluació i desenvolupament dels serveis. Per aconseguir-ho és clau l'accessibilitat de la informació i de les instal·lacions.
- Flexibilitat: tant l'equip professional de suport com les estructures organitzatives poden canviar en funció de les necessitats de les persones. Els serveis són flexibles i sensibles a les necessitats de les persones: Per assolir-lo és essencial combinar els suports naturals de l'empresa (companys / es, supervisors / es i altres xarxes de relació) amb el suport proporcionat per l'equip tècnic de l'entitat social que presta el servei.

## Procediment
Tot i ser un procés dinàmic dirigit per la persona, es poden distingir cinc fases. Cada fase inclou un ampli ventall d'activitats que es desplegaran en funció de les necessitats, preferències i objectius de cada persona.
- Fase 1: Introducció al servei de treball amb suport 
  - El primer objectiu d'aquesta fase és proporcionar informació accessible tant la persona com a la seva família si calgués.
  - El segon objectiu és acompanyar la persona en la presa de decisions. Haurà de decidir dos aspectes clau: si vol utilitzar el treball amb suport com a via per accedir a una feina i si vol fer-ho amb l'acompanyament d'aquesta organització.
- Fase 2: Traçat del perfil professional
  - En aquesta fase el focus se centra en el fet que la persona percebi les seves competències per poder dibuixar el seu perfil professional. És clau, per tant, partir d'un enfocament centrat en la persona, apoderant-la i fent-la protagonista del disseny del seu propi projecte de vida d'acord amb els seus interessos i aspiracions.
- Fase 3: Recerca de feina
  - Les principals activitats incloses en aquesta fase estan orientades a crear les eines necessàries per a la recerca de feina (per exemple, currículum vitae, carta de presentació, gestió eficaç del correu electrònic, etc.) i, sobretot, a posar-les en acció per aconseguir accedir a un lloc de treball.
- Fase 4: Implicació de l'empresa
  - En aquesta fase es distingeixen dos nivells de relació amb l'empresa. D'una banda, hi ha la relació que s'estableix amb l'empresa concreta que ha contractat una persona que rep suports i, d'altra banda, les accions dirigides al conjunt del teixit empresarial per estimular a què es converteixin en col·laboradores.
- Fase 5: Proporció de suports dins i fora del lloc de treball
  - L'objectiu en aquesta fase és proporcionar els suports necessaris per al manteniment de la feina (suport inicial) i pel desenvolupament de la carrera professional (suport al llarg de la vida). El suport professional hauria de desaparèixer de manera gradual per a traspassar-se al conjunt de companys /es de treball sent els suports naturals dins de l'empresa.